# Say Say Say
«Say Say Say» es una canción de los cantantes y compositores Paul McCartney y Michael Jackson, publicada como sencillo en 1983 por Parlophone en Reino Unido y Columbia Records en Estados Unidos. Producida por George Martin, se incluyó como sencillo principal del quinto álbum de estudio de McCartney, Pipes of Peace. Por otro lado, fue grabada en 1982 mientras McCartney producía Tug of War, cerca de un año antes del lanzamiento de «The Girl Is Mine» —primer sencillo del dúo—, grabado para Thriller, álbum de Jackson. McCartney tocó varios instrumentos, incluyendo percusión, sintetizador, guitarra y bajo, y Jackson se quedó en su casa durante las sesiones de grabación, donde el inglés le dijo unas palabras que influyeron en su posterior compra de ATV Music Publishing en 1985, que tenía los derechos de las canciones del dúo Lennon-McCartney.
Luego de su salida a la venta, se volvió el séptimo éxito de Jackson en lo que iba de año, con lo que batió la marca que hasta entonces poseían The Beatles y Elvis Presley. Lideró las listas musicales de Estados Unidos, España, Canadá, Noruega y Suecia, por ejemplo, alcanzó el número dos en Reino Unido y entró entre los diez primeros en Australia, Austria, Nueva Zelanda, Holanda y Suiza. Permaneció en lo más alto del Billboard Hot 100 por seis semanas y se convirtió en la canción de Jackson con mayor permanencia en las listas. De igual manera, recibió la certificación de disco de platino por la RIAA y la por entonces CRIA, así como la de oro por el SENP y la de plata por la BPI. 
Se promocionó con un vídeo musical dirigido por Bob Giraldi, en el que figuran ambos cantantes. Se ambienta a principios del siglo xx y sus protagonistas son dos timadores que se ganan la vida como vendedores ambulantes y teatreros que van de pueblo en pueblo, llamados Mac y Jack —McCartney y Jackson, respectivamente—. También aparecen la esposa de McCartney —Linda— y la hermana de Jackson, La Toya. La grabación se llevó a cabo en una propiedad llamada Sycamore Valley Ranch, que tiempo después Jackson compró y rebautizó como Rancho Neverland. Por otro lado, la revista Rolling Stone catalogó a «Say Say Say» como la novena mejor colaboración de todos los tiempos según sus lectores encuestados.

## Antecedentes y composición

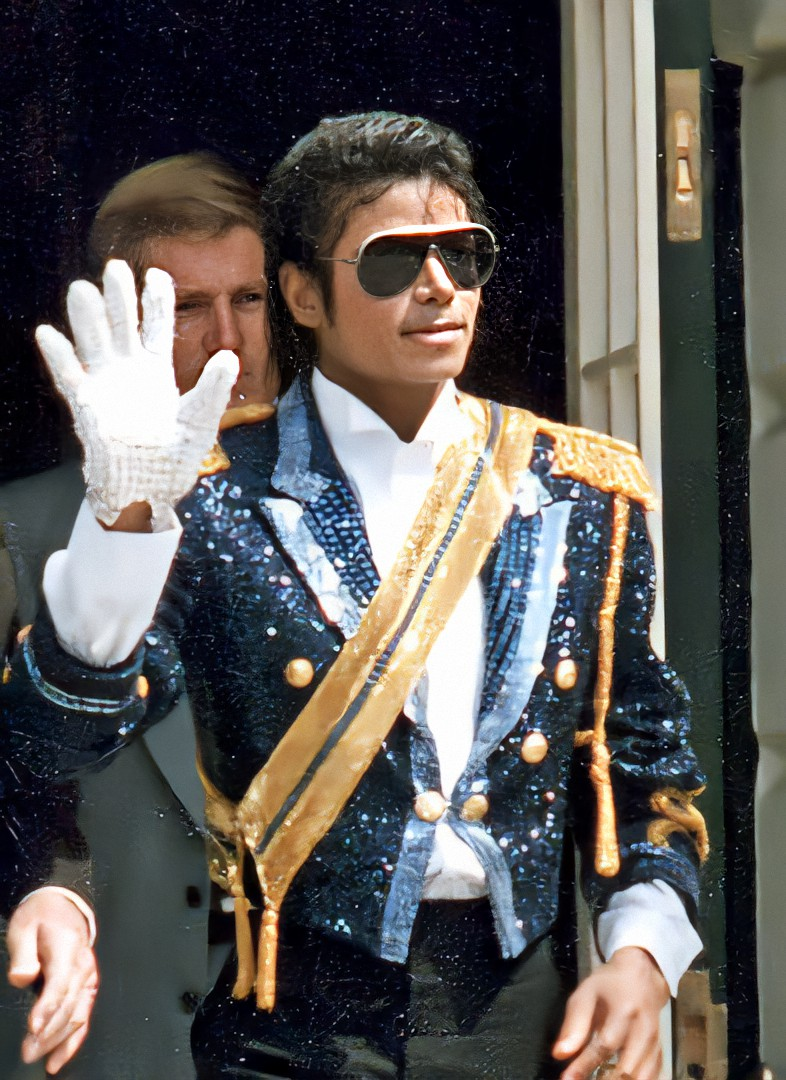
Michael Jackson en 1984

Paul McCartney ya había colaborado con Michael Jackson en «The Girl Is Mine», perteneciente a Thriller, por lo que ambos se reunieron nuevamente para componer «Say Say Say». Según el biógrafo de McCartney, Ray Coleman, Jackson escribió la mayor parte de la letra y se la entregó al inglés al día siguiente. La grabación comenzó en mayo de 1981 en los estudios AIR Studios, en Londres, mientras que McCartney trabajaba en Tug of War, su segundo álbum en solitario tras la ruptura del grupo Wings. Jackson se quedó en la casa de McCartney durante las sesiones de grabación y se hizo amigo de él y su esposa Linda. Una noche, mientras estaba en la mesa del comedor, Paul sacó un folleto que mostraba todas las canciones cuyos derechos de publicación poseía y le dijo a Jackson: «Esta es la forma de ganar mucho dinero [...] Cada vez que alguien toca estas canciones en la radio o en presentaciones en vivo, me pagan». Sus palabras influyeron en la posterior compra del catálogo ATV Music Publishing por parte de Jackson en 1985, que contenía los derechos de las canciones del dúo Lennon-McCartney. Sobre su colaboración con el músico estadounidense, McCartney dijo lo siguiente:

«Es genial, tiene una gran voz [en referencia a Jackson], realmente la tiene, así que tenerlo cerca es bueno e inspirador [...] Michael me llamó y me pregunto qué íbamos a hacer. Dijo: “¡Hagamos éxitos!”. Así que respondí que sí, está bien, genial, vamos. Quería escribir conmigo y creo que él mismo estaba iniciándose en esto de la composición. Estos últimos años ha escrito muchísimas cosas. Así que nos sentamos una tarde y “Say Say Say” fue lo primero que se nos ocurrió [...] Es realmente divertido, porque a veces piensas que debes tener cuidado con la química musical, pero de vez en cuando solo pienso: bueno, veamos qué pasa. Así que me acomodé para tocar acordes con una guitarra y se me ocurrió la idea original de la canción, y Michael agregó y completó muchas, muchas palabras, y tenía algunas ideas para los arreglos y esas cosas. Así que fue un buen esfuerzo en equipo, así como un buen cambio para mí trabajar con alguien como él, porque es hábil»
Paul McCartney en 1983 para Club Sandwich.

McCartney tocó varios instrumentos en «Say Say Say», incluyendo percusión, sintetizador, guitarra y bajo. Asimismo, Chris Smith se encargó de la armónica, mientras que David Williams de la guitarra eléctrica y Geoff Emerick, exingeniero de sonido de The Beatles, diseñó la canción. La producción se completó en febrero de 1983, después de haber sido refinada y doblada en los Cherokee Studios (Los Ángeles) y los Sigma Sound Studios (New York). George Martin, que había trabajado con The Beatles, produjo la canción; sobre su experiencia con Jackson, declaró: «Irradia un aura cuando entra al estudio, no hay duda al respecto. No es un artista en el sentido en que lo es Paul McCartney, pero sabe lo que quiere en la música y tiene ideas muy firmes».
De la misma manera, Jackson también habló de la experiencia en su autobiografía Moonwalk (1988). Reveló que la colaboración aumentó su confianza, ya que Quincy Jones, el productor de Thriller, no estuvo presente para corregir sus errores. Agregó que él y McCartney trabajaron como iguales, y dijo: «Paul nunca tuvo que guiarme en ese estudio». De acuerdo con la partitura publicada en Musicnotes por Alfred Publishing Co. Inc, el tema está compuesto en la tonalidad de si bemol menor con un tempo de 116 pulsaciones por minuto, mientras que el registro vocal se extiende desde la nota fa4 a si♭M5 en el índice acústico científico. Por otro lado, la letra trata sobre un chico que ruega por el amor de una chica a la vez que la menosprecia por haberle roto el corazón.

## Vídeo musical

### Antecedentes y trama

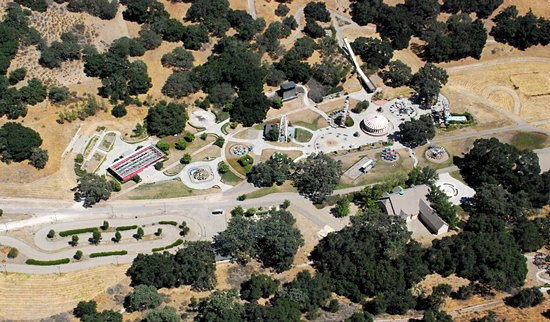
Vista aérea del Rancho Neverland

El vídeo musical de «Say Say Say» se filmó en octubre de 1983 y lo dirigió Bob Giraldi, quien anteriormente había hecho lo propio para el cortometraje de «Beat It», de Jackson. La esposa de McCartney, Linda, la hermana mayor de Jackson, La Toya, y el mismo Giraldi hicieron un cameo. La revista Rolling Stone citó al director, quien relató el nerviosismo de McCartney sobre el proyecto de la siguiente manera: «Paul estaba terriblemente inseguro acerca de aparecer junto a Michael, en términos de baile [...] ¿Y quién no lo haría, si vas a subir al escenario y ser coreografiado junto a Michael Jackson?». También dijo: «En todos mis años de hacer cine y comerciales, he trabajado con algunas de las peores divas y superestrellas de todos los tiempos. Paul y Michael no eran eso». Según LaToya, durante la filmación, los McCartney se alojaron en una propiedad llamada Sycamore Valley Ranch, a cinco millas de la comunidad Los Olivos (California). Jackson los visitó y expresó su interés en comprar algún día la propiedad, lo que hizo en 1988, cuando la rebautizó como Rancho Neverland. La parte del salón se filmó en el 1880 Union Hotel, en Los Álamos, mientras que McCartney voló específicamente para el rodaje del vídeo, cuya producción costó 500 000 USD.
En el cortometraje, el dúo interpreta a Mac (McCartney) y Jack (Jackson), dos estafadores que a través de un medicine show intentan vender una «poción milagrosa» en un bar. Mac se la ofrece a Jack y afirma que está «garantizada para darle la fuerza de un toro furioso», tras lo que este la bebe y desafía a un hombre corpulento a pulsear. Sin que el público lo note, Jack y Linda también están involucrados en la estafa, y después de que Jackson gana el desafío, la multitud se anima a comprar la poción. Posteriormente, Mac y Jack donan todo el dinero ganado en la estafa a un orfanato. para posteriormente pasar a ser artistas de vodevil que cantan y bailan en un bar. En el escenario, la pareja actúa con maquillaje de payaso, a la vez que Jack coquetea con una joven interpretada por La Toya. Cuando los agentes de la ley aparecen en la parte trasera del lugar, Mac rápidamente provoca un pequeño incendio y Linda grita «¡Fuego!», lo que permite que el grupo escape entre bastidores mientras se produce un desalojo. Termina con Mac, Linda y Jack conduciendo hacia el ocaso; La Toya, a quien McCartney le entrega un ramo de flores, se encuentra junto a la carretera.
El director Giraldi aparece como un jugador que es estafado por McCartney, mientras que el actor Art Carney sale como un miembro de la audiencia para el espectáculo de vodevil. Giraldi dijo de Jackson y McCartney: «Michael no superó a Paul, y Paul no superó a Michael», a la vez que agregó que la producción del vídeo fue un trabajo duro porque «los egos podían llenar una habitación». El cortometraje introdujo tanto el diálogo como la historia, un elemento extendido en Michael Jackson's Thriller.

### Análisis y repercusión
Varios autores analizaron el cortometraje y señalaron dos temas centrales. El primer asunto el papel de un niño y un adulto, que el escritor James M. Curtis afirmó que Jackson interpreta a lo largo del vídeo musical. Escribió que la escena del baño que involucra la espuma de afeitar hace recordar a los niños que imitan a sus padres y ayuda a marcar «la distinción entre los papeles de Michael como niño y como hombre». También destacó la parte en la que el cantante supuestamente se fortalece con una poción milagrosa y observó que en el cortometraje los McCartney parecen actuar como si fuesen los padres de Jackson.. Además señaló que la escena en la que Jackson recibe el ramo de flores de una niña está influenciada por Luces de la ciudad (1931), protagonizada por Charlie Chaplin, a quien el cantante admiraba mucho.
El segundo tema es la historia y cultura afroestadounidense, ya que algunas de las escenas de vodevil reconocen espectáculos de minstrel y blackface. El autor W. T. Lhamon escribió que el vídeo está ambientado en la Gran Depresión, y que McCartney y Jackson «transmiten una historia compactamente corrupta del blackface» mientras se abren camino hacia la riqueza con el acto de Mac y Jack. Lhamon criticó a la pareja y al vídeo porque sintió que el tema afroamericano no se había dado a conocer explícitamente. El autor opinó que los aspectos del cortometraje no están históricamente sincronizados con las relaciones interraciales y declaró que «casi todo en el vídeo está al revés». La mano blanca de Mack que ayuda continuamente al negro Jack a subir a bordo, por ejemplo, invierte el proceso general que he mostrado de que los negros proporcionan a los blancos sus gestos de sostenimiento». Lhamon agregó: «En un mundo justo, Jackson debería estar tirando de McCartney al vagón, no al revés».
Un estudio realizado en 1984 por la Coalición Nacional sobre Violencia en Televisión calificó algunos cortometrajes de Jackson como «muy violentos», con hincapié en «Say Say Say», entre otros. Billboard lo nombró a finales de 1984 como el cuarto mejor del año y el resto de los cuatro primeros también eran vídeos de Jackson. El Manchester Evening News describió esta obra audiovisual como una «aventura anárquica» que «se desarrolla como un largometraje de Emir Kusturica». Por su parte, la revista digital PopMatters declaró que los cortometrajes de «Say Say Say» y «Goodnight Tonight» convirtieron «un par de canciones olvidables en algo que vale la pena ver». En contraposición, Steven Greenlee, de The Boston Globe, mencionó que el vídeo era «horripilante» pero a la vez «convincente», y remarcó lo ridículo de una poción que podría ayudar a Jackson a ganar un pulseo. Añadió: «Es incluso más difícil de creer que a los dos no les dieron una paliza en ese bar por vestirse como un par de empleados de Chess King». El vídeo fue más tarde incluido en los DVD The McCartney Years (2007) y Michael Jackson's Vision (2010).

## Lanzamiento
Tras el lanzamiento del álbum Thriller y la mayoría de sus sencillos, «Say Say Say» salió a la venta el 3 de octubre de 1983 como uno de los sencillos de Pipes of Peace, quinto álbum de estudio de McCartney, en formato vinilo de 7" y 12" y maxisencillo, a través Parlophone en Europa y Columbia Records en los Estados Unidos. «Ode to a Koala Bear» es la cara B, con una duración de 3:45 minutos, mientras que la versión de doce pulgadas es distinta a la de siete, pues contiene dos remezclas realizadas por John Benitez, una de 5:40 y otra de 7:00, más larga que la canción original de 3:55, que no está presente. Con el pasar de los años se incluyó en el álbum recopilatorio All the Best! (1987), incluso en 2015 se hizo una remezcla instrumental que se distribuyó de manera digital a través de la página web oficial de McCartney y que luego se incluyó en Pure McCartney (2016). Benitez se volvió a encargar de la edición y se insertaron extractos de la voz de Jackson, además de que se acompañó con un videoclip en blanco y negro dirigido por Ryan Heffington. De igual manera, el mismo año se distribuyó una edición limitada en vinilo transparente de 12", con dos remezclas, una de ellas una remasterización de la de Benitez, en las que intervinieron Geoff Emerick, Jon Jacobs y Mark Stent.

## Recepción comercial
A partir de diciembre de 1983, permaneció en la cima del Billboard Hot 100 durante seis semanas y se convirtió en el séptimo éxito entre los diez primeros de Jackson en ese año, por lo que batió la marca que hasta entonces estaba en manos de The Beatles y Elvis Presley. También en Estados Unidos, alcanzó el número dos en la lista Hot R&B/Hip-Hop Songs —por detrás de «Time Will Reveal», del grupo DeBarge— y el puesto tres en Hot Adult Contemporary Tracks. La revista Billboard declaró en 2010 que se ubica la primera en la lista de las cincuenta mejores canciones de Jackson, en relación con el número de semanas que estuvo en la lista Hot 100. Por otro lado, la misma publicación lo nombró el octavo mejor tema de su década, así como el cuadragésimo cuarto en la lista por el sexagésimo aniversario del Hot 100 (1958-2018). A pesar de que «Billie Jean» es el tema de Jackson que más tiempo ha ocupado el número uno de ventas, su colaboración con McCartney se convirtió en su canción que más semanas se mantuvo en las listas, incluso por encima de «Thriller», por lo que se trata de su tema «más exitoso».
Aunque alcanzó el número diez en Reino Unido, comenzó a caer, así que McCartney realizó una entrevista televisiva en vivo a principios de la semana en la que habló sobre el vídeo musical. Esto, junto con su proyección en los programas Top of the Pops, The Tube y The Late, Late Breakfast Show, ayudó a impulsarla al segundo puesto en la lista de sencillos del país. Alcanzó la primera posición en España, Italia, Francia, Canadá, Noruega y Suecia, así como una entre las diez primeras en Austria, Australia, Nueva Zelanda, Países Bajos y Suiza. Con envíos al por mayor de al menos un millón de unidades, la Recording Industry Association of America la certificó con un disco de platino en mayo de 1992, habiendo logrado el de oro en diciembre de 1983. Asimismo, recibió uno de oro por parte del Syndicat National de l'Édition Phonographique y la por entonces Canadian Recording Industry Association, y uno de plata por la Industria Fonográfica Británica.

## Comentarios de la crítica

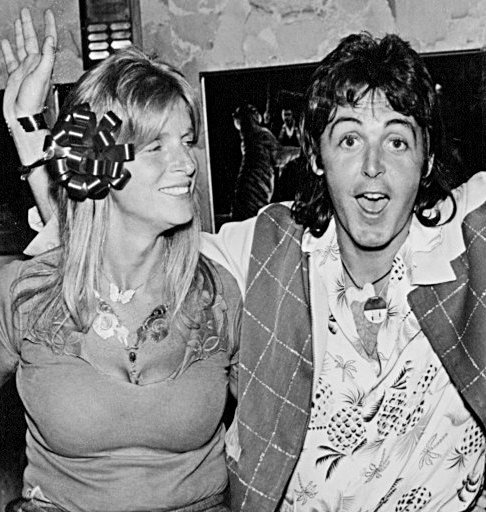
Paul y Linda McCartney en 1976

Desde su lanzamiento, la canción ha recibido diversas opiniones por parte de la crítica especializada. Por ejemplo, el Lexington Herald-Leader declaró en una reseña de Pipes of Peace que, aparte de «Say Say Say» y «The Man», «McCartney desperdició el resto del álbum en bathos y extravagancias». Por su parte, Paul Grein, a través de Los Angeles Times, también revisó el álbum de McCartney y opinó que el cantante se había redimido con el éxito de la canción «Say Say Say», a la que tildó de «valiente». Whitney Pastorek del sitio web Entertainment Weekly comparó el tema con el dueto de 1982 de McCartney con Stevie Wonder, «Ebony and Ivory», pero afirmó que el resultado de su unión con Jackson resultó en una canción mejor, además de tener un videoclip de mayor calidad «aunque un poco más absurdo», y agregó que la canción no tenía «contenido social severo». Por otro lado, desde The A.V. Club, Sean O'Neal dijo: «Superficialmente, tiene todas las características de la complacencia del pop: es una colaboración entre dos titanes de la industria, aparentemente creada únicamente para prestarse un atractivo cruzado con sus respectivas audiencias».
Deseret News declaró que es de «amor suplicante» y tiene un «gancho magistral y pegadizo», mientras que Parke Puterbaugh de Rolling Stone opinó que tiene un «ritmo de baile amable aunque insípido». El crítico agregó que se trata de un «funk espumoso instantáneo que tiende, después de todo, a la banalidad». Asimismo, Nelson George comentó que no habría «merecido la difusión que recibió sin McCartney y Jackson». Salon.com describió la pista como un «dúo cursi» y dijo que McCartney se había convertido en un «viejo debilucho» para el público musical. En un artículo de 2007, Jon Caramanica de la revista Vibe incluyó a «Say Say Say» en el vigésimo segundo puesto de los mejores dúos de todos los tiempos, con el siguiente comentario: «todavía es emocionante escuchar al dúo de dulce voz intercambiar armonías en el coro». Tom Breihan (Stereogum) mencionó: «Es un tema ligero. No tiene la misma urgencia que las mejores canciones de Jackson de la época, y tampoco tiene el mismo tipo de gancho a prueba de balas. Pero es una pieza fuerte de synthfunk post-disco alegre». Sobre la actuación del músico inglés, relató: «Está en su elemento, incluso cuando él y Jackson armonizan y él adapta un poco del fraseo duro y percusivo de Jackson. No toca la armónica que suena en todas las canciones, pero su inclusión parece una decisión muy suya». De igual manera, comentó sobre otros aspectos del sencillo, que definió como una «mezcla espesa llena de interacción funky bajo/guitarra, toques de cuerno brillantes y efectos de sintetizador cinematográfico». En 2011, Rolling Stone publicó una encuesta en la que es considera la novena mejor colaboración de todos los tiempos.

## Lista de canciones
| - Sencillo en vinilo de 7" - Europa 1. «Say Say Say» - 3:55 2. «Ode to a Koala Bear» - 3:45 - Sencillo en vinilo de 12" - Reino Unido 1. «Say Say Say» (remezcla de John Benitez - con Michael Jackson) - 5:40 2. «Say Say Say» (remezcla instrumental de Benitez - con Jackson) - 7:00 3. «Ode to a Koala Bear» - 3:45 | - Reedición de 2015 en vinilo transparente de 12" 1. «Say Say Say» (remezcla de 2015 - con Jackson) - 6:57 2. «Say Say Say» (remezcla instrumental de Benitez - con Jackson) - 7:00 - Digital 1. «Say Say Say» (remezcla de 2015 versión instrumental - con Jackson) - 3:41 |

## Posicionamiento en listas

### Semanales
| País           | Lista                                    | Mejor posición |
| 1983-1984      | 1983-1984                                | 1983-1984      |
| -------------- | ---------------------------------------- | -------------- |
| Australia      | Kent Music Report                        | 4              |
| Austria        | Ö3 Austria Top 40                        | 10             |
| Bélgica        | Ultratop 50 Singles Valonia              | 2              |
| Canadá         | Top 50 Singles (RPM)                     | 1              |
| Canadá         | Top 40 Hits (The Record)                 | 1              |
| Francia        | SNEP                                     | 2              |
| Alemania       | GfK Entertainment                        | 12             |
| Irlanda        | Irish Singles Chart                      | 3              |
| Países Bajos   | Nederlandse Top 40                       | 8              |
| Nueva Zelanda  | Official New Zealand Music Chart         | 10             |
| Noruega        | VG-lista                                 | 1              |
| Sudáfrica      | Springbok Radio                          | 3              |
| España         | PROMUSICAE                               | 1              |
| Suecia         | Sverigetopplistan                        | 1              |
| Suiza          | Schweizer Hitparade                      | 2              |
| Italia         | FIMI                                     | 1              |
| Reino Unido    | UK Singles Chart                         | 2              |
| Estados Unidos | US Billboard Hot 100                     | 1              |
| Estados Unidos | US Hot R&B/Hip-Hop Songs                 | 2              |
| Estados Unidos | US Billboard Adult Contemporary          | 3              |
| Estados Unidos | US Album Rock Tracks                     | 24             |
| Estados Unidos | US Radio & Records CHR/Pop Airplay Chart | 1              |

### Anuales
| País           | Lista                                      | Mejor posición |
| 1983           | 1983                                       | 1983           |
| -------------- | ------------------------------------------ | -------------- |
| Reino Unido    | Top 50 Singles (Music Week)                | 22             |
| 1984           |                                            |                |
| Australia      | Kent Music Report                          | 57             |
| Canadá         | Top 100 Singles (RPM)                      | 39             |
| Sudáfrica      | Top 20 Hit Singles (Top 40 Music Magazine) | 14             |
| Estados Unidos | US Top Pop Singles (Billboard)             | 3              |

### Históricos
| País           | Lista                               | Mejor posición |
| 1980-1989      | 1980-1989                           | 1980-1989      |
| -------------- | ----------------------------------- | -------------- |
| Estados Unidos | US Top Songs of the 80s (Billboard) | 8              |
| 1958-2018      |                                     |                |
| Estados Unidos | US Hot 100 (Billboard)              | 44             |

## Certificaciones
| País           | Organismo certificador | Certificación | Ventas    | Ref.   |
| -------------- | ---------------------- | ------------- | --------- | ------ |
| Estados Unidos | RIAA                   | Platino       | 1 000 000 | [ 62 ] |
| Francia        | SNEP                   | Oro           | 500 000   | [ 64 ] |
| Reino Unido    | BPI                    | Plata         | 250 000   | [ 65 ] |
| Canadá         | CRIA                   | Platino       | 100 000   | [ 63 ] |

## Créditos y personal
Músicos
- Paul McCartney: voz, coros e instrumentos
- Michael Jackson: voz y coros
- Linda McCartney y Eric Stewart: coros
- Jerry Hey, Ernie Watts, Gary Herbig y Cary Grant: instrumentos de viento metal
- Nathan Watts: bajo eléctrico
- Bill Wolfer: teclado electrónico y sintetizador
- David Williams: guitarra eléctrica
- Chris Smith: armónica
- Ricky Lawson: batería

Equipo técnico
- George Martin: productor, arreglista
- Geoff Emerick: ingeniero y mezclador
- Jon Jacobs: asistente de ingeniero de mezcla y de grabación
- Bob Giraldi: director de video musical y guionista
- Jerry Bender: fotografía

Fuente: The Paul McCartney Project (canción) e IMDb (vídeo).